# Berikon

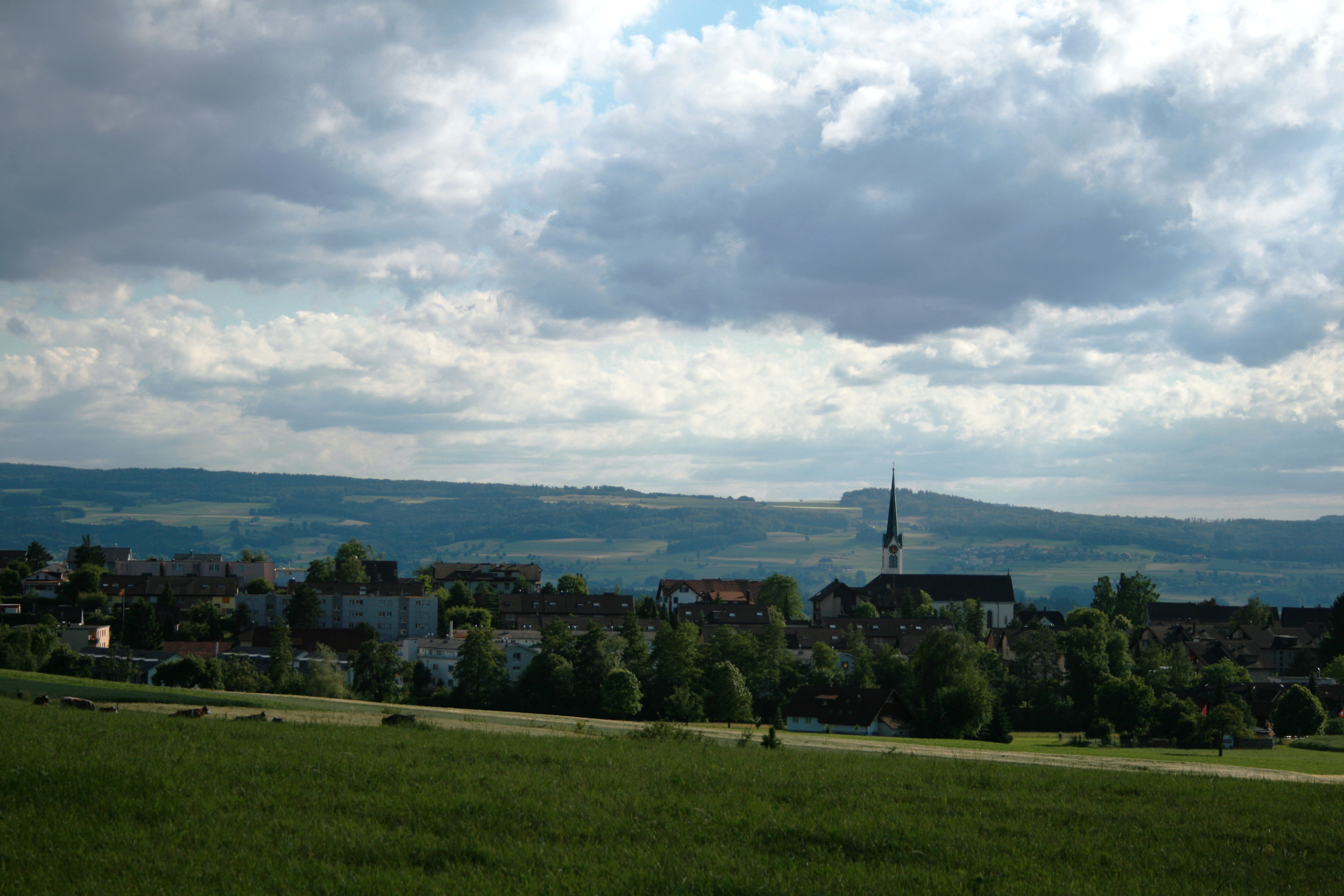
Berikon

Berikon is een gemeente en plaats in het Zwitserse kanton Aargau en maakt deel uit van het district Bremgarten.
Berikon telt 4.494 inwoners.